# Кораб (герб)
Ко́раб (пол. Korab, Korabczik, Korabiów) — польский дворянский герб.

## Описание
В красном поле корабль золотого цвета, изображенный вразрез и имеющий на корме и на носу по львиной голове. На середине корабля возвышается мачта наподобие башни. Та же фигура в нашлемнике.
В описании герба рода Чертковых описывается, как Ноев ковчег.  
Девиз герба Кораб: «Deo Gloria» («Слава Богу»). 
Гербом этим пользовались, по показанию польских историков и геральдиков, Нептун и его сыновья, и затем он перешёл к Листригону, владетелю Италии. В Польше упоминается род Корабиев в первый раз в 1120 г. Несецкий же говорит, что этот герб произошёл от Сарматов-Вандалов, когда они в V веке, подплыв к Франции на кораблях, под предводительством короля Крока, или Крака, опустошили эту страну.

## Герб используют
[www.lyczkowski.net/ru/gerbovnik/belorusskoj-shljahty/tom-1.html Абрамовичи] (Abramowicz), Адамчевские (Adamczewski), Андрикевичи (Andrykiewicz), Андришкевичи (Andryszkiewicz), Бонковские (Bakowski, Bonkowski), Белецкие (Bielecki), Бенецкие (Bieniecki, Bieniedzki), Бербаши (Bierbasz), Бобковские (Bobkowski), Богуславские (Boguslawski, Boguslawski Ligeza, В. Ligenza), Богушевские (Boguszewski), Боинские (Boinski), Бояновские (Bojanowski), Боемские (Bojemski), Болондзь (Boladz), Болемские (Bolemski, Boleski), Боржковские (Borzkowski), [www.lyczkowski.net/ru/gerbovnik/belorusskoj-shljahty/tom-2.html Броновицкие ] (Bronowicki), [www.lyczkowski.net/ru/gerbovnik/belorusskoj-shljahty/tom-2.html Броновские] (Bronowski), Бржезовские (Brzezowski), [www.lyczkowski.net/ru/gerbovnik/belorusskoj-shljahty/tom-2.html Бржозовские (Брозовские)] (Brzozowski), Бугельские, Хаенцкие (Chajecki, Chajecki z Chajet), Хоцишевские (Chociszewski, Chociszowski), Хоецкие (Chojecki), Хросцельские (Chroscielski), Хршановские (Chrzanowski), Хвалибовские (Chwalibowski), Хижановские (Chyzanowski), Чахаровские (Czacharowski), Чахоровские (Czachoroski, Czachorowski), Чаховские (Czachowski), Чахурские (Czachurski), Чартковские (Czartkowski), Чехельские (Czechelski), Чепели (Czepiel, Czepiela), Чепики (Czepik), Чернецкие (Czerniecki), Домбровские (Dabrowski), Долянские (Dolanski), Домашовские (Domaszowski), Дрошевские (Droszewski), Дроздовские (Drozdowski), Дубальские (Dubalski, Dubalski Loza), Дулибинские (Dulibinski), Дыские (Dyski), Дзеконские (Dziekonski), Эйсмонты (Эйсымонты, Ejsmont, Eysmont, Eysymontt), Фалибовские (Falibowski), Фалинские (Falinski), Гондковские (Gadkowski), Галенцкие (Galecki), Галенские (Galeski), [www.lyczkowski.net/ru/gerbovnik/belorusskoj-shljahty/tom-4.html Гилицкие] (Gilicki), Глинецкие (Gliniecki), Глосковские (Gloskowski), Гняздовские (Gniazdowski), Гоцентковские (Gociatkowski), Годзентковские (Godziatkowski), Годзентовские (Godziatowski), [www.lyczkowski.net/ru/gerbovnik/vitebskoj-shljahty.html Гоголинские] (Gogolinski), Горжицкие (Gorzicki, Gorzycki), Горавские , Гродзельские (Grodzielski), Грудзельские (Grudzielski), Гржендцицы (Grzedzica), Гунковские (Gunkowski), Головицкие (Holowicki), Готовицкие (Hotowicki), Хордзеёвские (Гордзеевские, Hordziejowski, Hordziejewski Monstwild), Готовские (Hotowski), Янковские (Jankowski), Юцевичи, Каловские (Kalowski), Карпинские (Karpinski), Карповичи (Karpowicz), Карские (Karski), Каторовские (Katorowski), Кенды (Kiend), Клодавские (Klodawski), Кобержицкие (Kobierzycki), Коцелковские (Kocielkowski), Кочмановские (Koczmanowski), Коковские (Kokowski), Колдовские (Koldowski, Koldoski, Koldowski z Koldowa), Корабевские (Korabiewski), Косцелковские (Koscielkowski), Котновские (Kotnowski), Котовицкие (Kotowicki), Котовецкие (Kotowiecki), Котвицкие (Kotwicki), Ковальские (Kowalski), Козерадские (Kozieradzki), Козловецкие (Kozlowiecki), Крамплевские (Kramplewski), Красовские (Krasowski), Кромпевские (Krapiewski), Крыницкие (Krynicki), Кухарские (Kucharski), Лясковичи (Laskowicz), Лясковские (Laskowski), Лебеские (Lobeski), Лютенские (Lutenski), Лютомские (Lutomski), Лабенцкие (Łabęcki), Лаские (Laski), Лобеские (Lobeski), Лобода, Лодзь (Lodz), Лопацкие (Lopacki), Лопатецкие (Lopatecki, Lopatecki z Laska), Лоза (Loza), Майковские (Majkowski), Малицкие (Malicki), Малковские (Malkowski), Марские (Marski), Миколаевичи (Mikolajewicz), Мильчевские (Milczewski), Милачевские (Milaczewski), Милашевичи (Miłaszewicz), Млодзеевские (Mlodziejowski), Мулачовские (Mulaczowski), Мольские (Molski), Моравские (Morawski), Мощинские (Moszczynski), Муравские (Murawski), Начеславские (Naczeslawski), Надславские (Nadslawski), Навойские (Nawojski, Nawoyski), Оржешко (Orzeszko), Оржешковские (Orzeszkowski), Осовские (Osowski), Островские (Ostrowski), Пацынко (Pacynko), Пацыновские (Pacynowski), Паенцкие (Pajecki), Павловские (Pawlowski), Пенза (Penza), Пепловские (Peplowski), Перуцкие (Perucki), Пержинские (Perzynski), Пионтковские (Piatkowski), Печновские (Piecznowski), Пенчиковские (Pienczykowski), Перуцкие (Pierucki), Петрашко (Пиотрашко, Piotraszko), Петрушевские (Piotruszewski), Подейко (Podejko), Пониквицкие (Ponikwicki), Порадовские (Poradowski, Poradowski Kopik na Poradowie), Пршеневские (Przeniewski), Радлицкие (Radlicki), Райские (Rajski, Rayski), Руликовские (Rulikowski, Rulikowski z Poradowa), Русецкие (Rusiecki), Руссоцкие (Russocki, Rusocki), Саленевичи (Saleniewicz), Скаршевские (Skarszewski), Скульские (Skulski), Сливницкие (Sliwnicki), Слонецкие (Slonecki), Собоцкие (Sobocki), Соколовские (Sokolowski), Соликовские (Solikowski), Сопоцинские (Sopocinski), Стодольницкие (Stodolnicki), Щуровицкие (Szczurowicki), Щурские (Szczurski), Свенцицкие (Swiecicki), Танишовские (Taniszowski), Таруши (Tarusz), Вавровские (Wawrowski), Вонглевские (Waglewski), Вдзенконские (Wdziekonski), Ветржиковские (Wietrzykowski), Войцеховские (Wojciechowski, Woyciechowski), Войсановские (Wojsanowski), Воиславские (Wojslawski, Woyslawski), Воляновские (Wolanowski), Задзики (Zadzik), Збиковские (Zbikowski), Здзеницкие (Zdzienicki), Здзенецкие (Zdzieniecki), Здзенские (Zdzienski, Zdzienski ze Zdzienic), Жеромские (Zeromski, Zeronski), Жеровские (Zerowski), Жоромские (Zoromski).
Кораб изм.Дзеконские (Dziekonski), Гордзеевские (Hordziejowski), Крыницкие (Krynicki).